# 워락 (1989년 영화)
《워락》(영어: Warlock)은 미국에서 제작된 1989년 초자연 공포 스릴러 영화이다. 스티브 마이너가 연출과 제작을 맡고, 줄리언 샌즈 등이 출연하였다.

## 출연진
- 줄리언 샌즈
- 로리 싱어
- 리처드 E. 그랜트
- 메리 워러노프
- 케빈 오브라이언
- 리처드 쿠스
- 롭 폴슨
- 브랜던 콜
- 앨런 밀러

## 기타 제작진
- 배역: 멀리사 스코프
- 미술: 로이 포지 스미스
- 의상: 루이즈 프로글리

## 우리말 녹음
KBS 성우진 (2001년 8월 14일)
- 홍시호 - 월록(줄리언 샌즈)
- 문지현 - 커샌드라(로리 싱어)
- 김영민 - 레드펀(리처드 E. 그랜트)
- 임종국
- 김태연
- 유명숙
- 손선근
- 오인성
- 김상현
- 은미
- 이장원